# FK Mačva Šabac
Maillots
Le Fudbalski Klub Mačva Šabac (en serbe : Фудбалски Клуб Мачва Шабац), plus couramment abrégé en FK Mačva, est un club serbe de football fondé en 1919 et basé dans la ville de Šabac.

## Bilan sportif

### Palmarès
| Compétitions nationales                                |
| ------------------------------------------------------ |
| - Championnat de Serbie D2 (1) : - Champion : 2016-17. |

### Bilan par saison
| Saison    | Championnat | Championnat | Championnat | Championnat | Championnat | Championnat | Championnat | Championnat | Championnat | Championnat | Coupe de Serbie     |
| Saison    | Division    | Pos         | Pts         | J           | V           | N           | D           | BP          | BC          | Diff        | Coupe de Serbie     |
| --------- | ----------- | ----------- | ----------- | ----------- | ----------- | ----------- | ----------- | ----------- | ----------- | ----------- | ------------------- |
| 2006-2007 | 2e          | 17e         | 46          | 38          | 11          | 13          | 14          | 42          | 51          | -9          | Seizièmes de finale |
| 2007-2008 | 3e Ouest    | 5e          | 43          | 30          | 12          | 7           | 11          | 30          | 27          | +3          | Tour préliminaire   |
| 2008-2009 | 3e Ouest    | 9e          | 40          | 30          | 11          | 7           | 12          | 30          | 28          | +2          | —                   |
| 2009-2010 | 3e Ouest    | 2e          | 67          | 30          | 20          | 7           | 3           | 50          | 9           | +41         | —                   |
| 2010-2011 | 3e Ouest    | 6e          | 42          | 30          | 11          | 9           | 10          | 44          | 27          | +17         | —                   |
| 2011-2012 | 3e Ouest    | 3e          | 56          | 30          | 15          | 11          | 4           | 50          | 24          | +26         | Tour préliminaire   |
| 2012-2013 | 3e Ouest    | 3e          | 57          | 30          | 16          | 9           | 5           | 44          | 22          | +22         | —                   |
| 2013-2014 | 3e Ouest    | 1er         | 68          | 30          | 20          | 8           | 2           | 59          | 15          | +44         | —                   |
| 2014-2015 | 2e          | 16e         | 25          | 30          | 5           | 10          | 15          | 23          | 36          | -13         | —                   |
| 2015-2016 | 3e Ouest    | 1er         | 62          | 30          | 18          | 8           | 4           | 48          | 16          | +32         | Tour préliminaire   |
| 2016-2017 | 2e          | 1er         | 62          | 30          | 19          | 6           | 5           | 49          | 26          | +23         | —                   |
| 2017-2018 | 1re         | 12e         | 41          | 37          | 11          | 8           | 18          | 35          | 52          | -14         | Demi-finales        |
| 2018-2019 | 1re         | 12e         | 41          | 37          | 10          | 11          | 16          | 24          | 38          | -14         | Huitièmes de finale |
| 2019-2020 | 1re         | 16e         | 13          | 30          | 2           | 7           | 21          | 18          | 53          | -35         | Huitièmes de finale |
| 2020-2021 | 1re         | 19e         | 25          | 38          | 7           | 4           | 27          | 26          | 81          | -55         | Seizièmes de finale |
| 2021-2022 | 2e          | 10e         | 48          | 37          | 12          | 12          | 13          | 33          | 45          | -12         | Seizièmes de finale |
| 2022-2023 | 2e          | en cours    | en cours    | en cours    | en cours    | en cours    | en cours    | en cours    | en cours    | en cours    | Seizièmes de finale |

Légende
- Promotion en division supérieure.
- Relégation en division inférieure.

## Personnalités du club

### Présidents du club
- Dragorad Tomić
- Ivica Kralj

### Entraîneurs du club
- Dragan Aničić
- Jane Gavalovski
- Boris Savić (2021 - )

### Anciens joueurs du club
- Milorad Arsenijević
- Yvan Beck
- Vojislav Budimirović
- Ranko Despotović
- Miroslav Đukić
- Zoran Jelikić
- Aleksandar Jevtić
- Milan Jovanović
- Vojislav Melić
- Bojan Neziri
- Nebojša Zlatarić
- Nikola Ašćerić